# Гавянець Ярослав Мирославович
Яросла́в Миросла́вович Гавянець (позивний — Маестро; нар. 14 листопада 1992, м. Копичинці, Чортківський район, Тернопільська область, Україна) — український військовик, учасник Революції гідности та російсько-української війни.

## Життєпис
Ярослав Гавянець народився 14 листопада 1992 року в місті Копичинцях, нині Копичинецької громади Чортківського району Тернопільської области України.
Закінчив Харківський національний університет мистецтв, юридичний факультет Чернівецького національного університету імені Юрія Федьковича. Проходив строкову та контрактну службу в ЗСУ. Працював інспектором муніципальної варти Чортківської міської ради.
Грав у народному аматорському театрі ім. Богдана Лепкого.
Добровольцем 81-ї бригади десантно-штурмових військ пішов в зону АТО. Вистояв у пеклі Донецького аеропорту, три тижні був у полоні. Нині служить у Бучацькому військовому комісаріаті.

### Театр
У 2020 році взяв участь у міжнародному кіно-театральному проєкті «Синдром Гамлета». Зіграв у виставі про війну в Україні «H-Effect» (реж. Роза Саркісян).

### Голос країни
У січні 2022 року виступив в XII-му сезоні шоу Голос країни із піснею «Тебе це може вбити» гурту «СКАЙ». До нього повернулася Оля Полякова, котра й стала його тренеркою.

## Відзнаки
- орден «За мужність» III ступеня (2018)[4]
- лауреат конкурсу «Людина року» (2018, Тернопільщина)[5],
- медаль «За оборону Донецького аеропорту»,
- медаль «За участь в АТО» ,
- медаль «За жертовність та любов до України» від Патріарха Філарета.